# Tarcisius

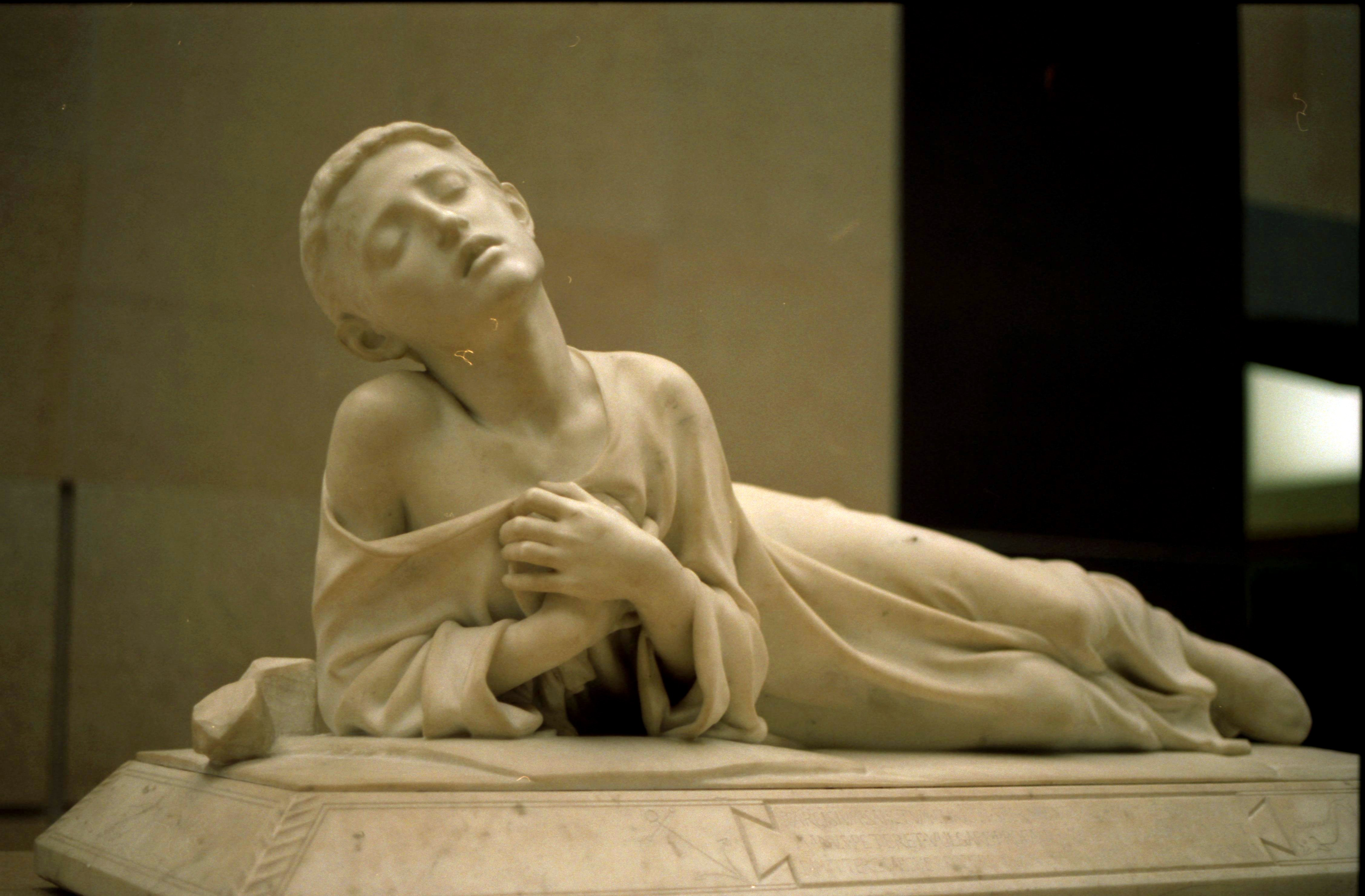
Tarcisius. Beeldhouwwerk van Alexandre Falguière, 1868, Musée d'Orsay

Tarcísius (Rome, 263 – Rome, 275) was een Romeinse jongeling die stierf voor het christelijk geloof.  In de Katholieke Kerk wordt hij vereerd als heilige en martelaar.

## Leven
Tarcisius werd in de derde eeuw geboren te Rome. Hij was onderweg om de heilige communie te brengen naar de zieken. Daarbij werd hij lastiggevallen door niet-christenen die er bij hem op aandrongen om de communie te laten zien. Tarcisius weigerde dit. Vervolgens werd hij door de heidenen gestenigd, die hem voor dood langs de wegrand lieten liggen.

## Verering
Tarcisius is de patroon van de misdienaars en arbeiders. Hij wordt afgebeeld met de Heilige Communie, een palmtak en met stenen in zijn hand. Zijn gedachtenis is op 15 augustus. De palmtak is het teken van zijn martelaarschap en de stenen verwijzen naar de manier waarop hij gestorven is. Hij werd begraven in de Catacombe van Sint-Calixtus in Rome, maar ligt nu in de San Silvestro in Capite aldaar.